# Pik Karl Marx
Pik Karl Marx (Tadzjikiska: Қуллаи К. Маркс) är ett berg som reser sig 6 726 meter över havsytan i Sjachdarakedjan som ligger i Pamir, i den sydvästra delen av Tadzjikistans Gorno-Badachsjan-provinsen (östra delen av Isjkosjim-distriktet), nära Panj-floden på gränsen till Afghanistan. Piken är döpt efter Karl Marx. 
Pik Karl Marx är det högsta berget i Sjachdarakedjan och det upptäcktes 1937 av den sovjetiska geologen och upptäcktsresanden Sergej Klunnikov. Bestigningen av berget försenades av att andra världskriget bröt ut. Berget bestegs för första gången 6 september 1946 av en expedition ledd av Jevgenij Beletskij.